# Брушиця
Брушиця — річка в Україні  у  Тернопільському районі Тернопільської області, права притока Серету (басейн Дністра).

## Опис
Довжина річки 17 км, похил річки — 5,5 м/км. Формується з багатьох безіменних струмків та водойм. Площа басейну 84,0 км2.

## Розташування
Бере початок на північ від села Нова Брикуля. Тече переважно на північний захід і в селі Острівець впадає у річку Серет, ліву притоку Дністра.
Населені пункти вздовж берегової смуги: Дарахів, Кам'янка.
Річку перетинає автомобільна дорога Н18